# Hozta
Hozta  (en francès i oficialment Hosta), és un municipi de la Baixa Navarra, un dels set territoris del País Basc, al departament dels Pirineus Atlàntics i a la regió de la Nova Aquitània. Limita amb les comunes d'Ibarrola al nord, Donaixti-Ibarre al nord-est, Duzunaritze-Sarasketa al nord-oest, Lekunberri a l'oest i Behorlegi al sud.

## Demografia
| 1901 | 1962 | 1968 | 1975 | 1982 | 1990 | 1999 |
| --- | ---- | ---- | ---- | ---- | ---- | ---- |
| 279 | 186  | 162  | 135  | 122  | 95   | 81   |
| A partir de 1962, el cens té en compte la població resident definida com a "Population sans doubles comptes" per l'INSEE |      |      |      |      |      |      |